# Scapozygoceropsis albertisi
Scapozygoceropsis albertisi – gatunek chrząszcza z rodziny kózkowatych i podrodziny zgrzypikowych. Jedyny przedstawiciel rodzaju Scapozygoceropsis.

## Zasięg występowania
Gatunek ten występuje w Papui-Nowej Gwinei.